# Alfred Redl
Alfred Redl, född 14 mars 1864 i Lemberg (Lviv), Galizien, Kejsardömet Österrike, död 25 maj 1913 i Wien, var en österrikisk-ungersk militär. 
Under en stor del av sin officersbana hade han en ledande ställning i den österrikiska militära underrättelsetjänsten Evidenzbureau. Den ryska underrättelsetjänsten lyckades tidigt utöva utpressning mot Redl på grund av hans homosexualitet och värvade honom som spion. Eftersom han hade tillgång till i stort sett alla arméns hemliga handlingar, blev han det ryska tsarrikets viktigaste agent i Österrike-Ungern. Sedan Redl avslöjats som spion begick han självmord genom att skjuta sig i huvudet.

## Biografi

### Ungdom
Alfred Redl föddes 1864 i Lemberg, huvudstad i det dåvarande österrikiska kronlandet Galizien. Han var son till Franz och Mathilde Redl. Hans far hade varit officer men lämnat armén vid 31 års ålder, eftersom han saknade pengar till den Heiratskaution (en sorts livförsäkring till förmån för hustrun) som officerare var skyldiga att erlägga när de gifte sig. Han lyckades få en passande anställning hos den kejserliga och kungliga järnvägen Carl Ludwig-Bahn, om än bara i Lemberg, där han i egenskap av tyskspråkig statstjänsteman tillhörde en tolererad minoritet. Där befordrades han till järnvägsöverinspektör.
Franz Redl ägnade sig med framgång åt de sju barnens karriärer. Två av hans söner blev yrkesofficerare, en arkitekt, en jurist och en tjänsteman vid järnvägen som sin far. De båda döttrarna sökte sig till läraryrket. Att fadern bemödade sig om att barnen skulle bli trespråkiga – polska, rutenska (ukrainska) och tyska – kom att bli av avgörande betydelse för Alfred Redls karriär.
Vid femton års ålder började Alfred Redl på kadettskolan Karthaus, som låg i en förort till Brünn (Brno). Det har gjorts antaganden om att denna slutna och rent manliga värld i förening med ett avståndstagande från den dominanta modern bidragit till Redls homosexuella läggning. Homosexualitet betydde på den tiden – om den blev offentlig – avsked ur statlig tjänst, social utstötning och rättsliga påföljder.
Redl lämnade Karthaus 1883 med gott betyg och befanns efter fyra års tjänstgöring vid det nionde infanteriregementet i Lemberg vara lämplig för befordran till löjtnant. Han sökte därefter, tillsammans med hundratals andra, in på krigsskolan i Wien, där generalstabsofficerare utbildades. Han kunde därvid åberopa utomordentliga vitsord från sina överordnade. Det talar också för att Redl var mer begåvad än genomsnittet att han, som gått på en vanlig kadettskola, inte endast blev antagen till krigsskolan 1892 utan även tillhörde de 25 officerare som avslutade utbildningen med framgång 1894.
Redan innan han inkallades behandlades Redl för syfilis, en sjukdom som före upptäckten av antibiotika mycket ofta blev kronisk och inte sällan ledde till döden. När Redl obducerades efter sitt självmord visade det sig inte bara att han hade kronisk syfilis utan också att han inte skulle ha haft lång tid kvar att leva.

### Generalstabsofficer
Sedan han avslutat sin utbildning vid krigsskolan var Redl verksam vid Järnvägsbyrån (Eisenbahnbureau) till 1895. Järnvägsbyrån ägnade sig åt transport- och uppmarschplanering. I uppgifterna ingick även att kartlägga järnvägsspårens sträckning hos tänkbara fiender. Denna uppgift var av särskild betydelse när det gällde Ryssland, eftersom kartorna där var belagda med sekretess och spårens sträckning i många fall kunde fastställas endast genom personliga resor.
Efter den relativt korta tiden vid Järnvägsbyrån tjänstgjorde Redl några år vid truppstaber, först i Budapest och sedan i sin hemstad Lemberg. Han hade då redan hunnit bli kapten. År 1899 skickades han efter beslut av chefen för generalstaben Friedrich von Beck-Rzikowsky på en språkkurs i Ryssland. I Kazan tillägnande han sig de kunskaper som skulle tjäna som språngbräda till den ”ryska gruppen” hos Evidenzbureau vid generalstaben i Wien, där han började sin tjänstgöring 1900.
Evidenzbureau samlade uppgifter av militär betydelse från de mest olikartade källor. Den inhämtade informationen redovisades varje dag för generalstabschefen och en gång i veckan (fram till 1913 i handskrift) för kejsaren. För uppgiften stod tjugo officerare till förfogande, en bråkdel av vad den tyska, för att inte tala om den ryska, generalstaben kunde förfoga över. Bristen på personal och pengar berodde framför allt på det förhållandet att Evidenzbureau sorterade under Utrikesdepartementet, vilket var ett av de två departement som finansierades gemensamt av Österrike och Ungern. Ungern lämnade av princip bara minimala bidrag till de gemensamma institutionerna.
Redl gjorde snabb karriär. Redan efter några månader började han på Kundschaftsbureau, som ansvarade för underrättelsetjänstens bevakning av främmande stater. År 1905 befordrades han till major och övertog 1907 ledningen av enheten. Några få månader senare blev han ställföreträdande chef för Evidenzbureau, vilket gjorde honom till en av generalstabschefens närmaste förtrogna. Redl befordrades till överste i maj 1912 och utnämndes den 18 oktober samma år till generalstabschef för åttonde armékåren i Prag.

### Spion
I Ryssland hade det militära spionaget omorganiserats vid sekelskiftet. Den ryska hemliga polisen (Ochrana) var nu ansvarig för spionverksamheten utomlands och hade kontor i Moskva, Sankt Petersburg och Warszawa, som då tillhörde Ryssland. Polisen arbetade tätt ihop med ”Avdelningen för spionväsendet” inom den tsarryska generalstaben. Inom Ochrana låg ansvaret för Österrike på avdelningen i Warszawa, som hade en styrka på femtio man, vartill kom en reserv på 150. Chef för spionverksamheten var överste Nikolaj Stepanovitj Batjusjin.
Omkring 1901 skickade Batjusjin en balt vid namn Pratt, som talade perfekt tyska, till Wien som "semesterfirare" för att värva en så högt uppsatt medlem av Evidenzbureau som möjligt som spion. Under sitt sökande efter svaga punkter i officerarnas privatliv fick Pratt 1903 napp hos Redl, som vid denna tidpunkt hade homosexuella kontakter med en löjtnant Meterling vid tredje dragonregementet. Pratt skrev följande brev till Redl:
| ” | Jag måste tala med Er om en löjtnant XXX vid tredje dragonregementet. Om Ni skulle utebli eller anordna en fälla för mig, kommer chefen för generalstaben att informeras om Era förbindelser med löjtnant XXX i morgon. | „ |

Redl kom och förklarade sig vara beredd att samarbeta med Ochrana. Den som till en början hade det personliga ansvaret för Redl var den ryske militärattachén baron de Roop. Detta var en typ verksamhet som den österrikiske kejsaren Frans Josef hade förbjudit sina egna militärattachéer att ägna sig åt. Sedan de Roop hade tvingats lämnat landet på grund av spionage, övertog hans efterföljare överste Mitrofan Konstantinovitj Martsjenko uppgiften. Även Martsjenko blev sedermera utvisad av samma anledning. Han fällde i oktober 1907 följande omdöme om Redl:
| ” | lömsk, reserverad, koncentrerad och pliktmedveten, bra minne... Artigt, mjukt, milt tal, ... slug och falsk snarare än intelligent och talangfull. Cyniker... | „ |

Eftersom Redl fick generös ersättning av ryssarna, kunde han nu leva ett liv som annars var förbehållet aristokrater. Har förde sig i princip bara i lokaler för de högre klasserna och höll sig med två dyra bilar. En avsevärd del av hans pengar användes till att finansiera homosexuella kontakter, vilket gjorde honom än mer sårbar för utpressning. För att maximera sina inkomster började han sälja information även till den italienska och den franska underrättelsetjänsten. Härigenom fick han en årlig förtjänst på cirka 50 000 österrikiska kronor.
Redl överlämnade inte information ofta, men när han gjorde det var materialet omfattande och värdefullt. Han lämnade över i princip allt hos dubbelmonarkins armé som omfattades av sekretess: mobiliseringsplaner, truppstorlekar, inspektionsrapporter, fästningsritningar. Han fotograferade handlingarna och framkallade själv bilderna. Han avslöjade också österrikiska spioner, som i regel avrättades i Ryssland. Vidare såg han till att generalstaben fick ta del av rapporter, som hade förfalskats av ryssarna, där den ryska slagkraften förringades genom felaktiga uppgifter om truppernas storlek och kvalitet och den tid som behövdes för mobilisering.
Naturligtvis var de bakslag som drabbade den österrikiska underrättelsetjänsten uppseendeväckande. Redl och hans uppdragsgivare såg emellertid till att kompensera bakslagen med ”framgångar”. Dessa byggde på förfalskade hemliga ryska dokument och ”avslöjade” ryska agenter, som hade blivit belastningar för Redls uppdragsgivare. Det är emellertid obegripligt att man aldrig på allvar undersökte källorna till den rikedom som Redl öppet visade upp. Man nöjde sig med hänvisningar till ett arv, som i själva verket var obetydligt.
Vid ett tillfälle undgick Redl med nöd och näppe att bli avslöjad. År 1909 var major Lelio Spannocchi militärattaché i Sankt Petersburg. Spannocchi hade kvalificerat sig för uppdraget genom utomordentliga prestationer och hade också vunnit kejsarens förtroende. I Sankt Petersburg blev han vän med den brittiske militärattachén Guy Percy Wyndham, som en dag anförtrodde honom att en mycket högt uppsatt österrikisk generalstabsofficer försåg ryssarna med all information de önskade sig. Spannocchi underrättade chefen för Evidenzbureau, överste Hordlicka, som inte tog misstankarna på allvar. När Spannocchi ville informera krigsministern personligen, bad Hordlicka honom att i stället vända sig till Redl.

### Slutet
Den 18 oktober 1912 förflyttades Redl till Prag för att påbörja sin tjänstgöring som generalstabschef vid 8. armékåren. Han kunde i sin nya funktion inte träffa ryska kurirer utan att väcka uppmärksamhet. För det mesta skickades därför penningförsändelserna till honom per post. En sådan försändelse, ställd till en Nikon Nizetas, returnerades av centralpostkontoret i Wien såsom obeställbar till postkontoret i Eydtkuhnen i Ostpreussen. Där öppnade man brevet för att hitta uppgifter om avsändaren och fann då att det innehöll 6 000 österrikiska kronor i sedlar samt adresser. Brevet vidarebefordrades till den tyska underrättelsetjänsten. Major Walter Nicolai fann i brevet två för preussare och österrikare kända spionageadresser och informerade major Maximilian Ronge vid Evidenzbureau. På dennes begäran skickade nu Nicolai brevet åter till Wien. Där lät chefen för säkerhetspolisen, Edmund von Gayer, bevaka luckan för Poste restante i över en månad. När Redl hämtade ut brevet den 25 maj 1913 blev han skuggad och kunde med säkerhet identifieras genom postblanketter, som han hade fyllt i och slängt bort.

### Generalstabens mörkläggningsförsök

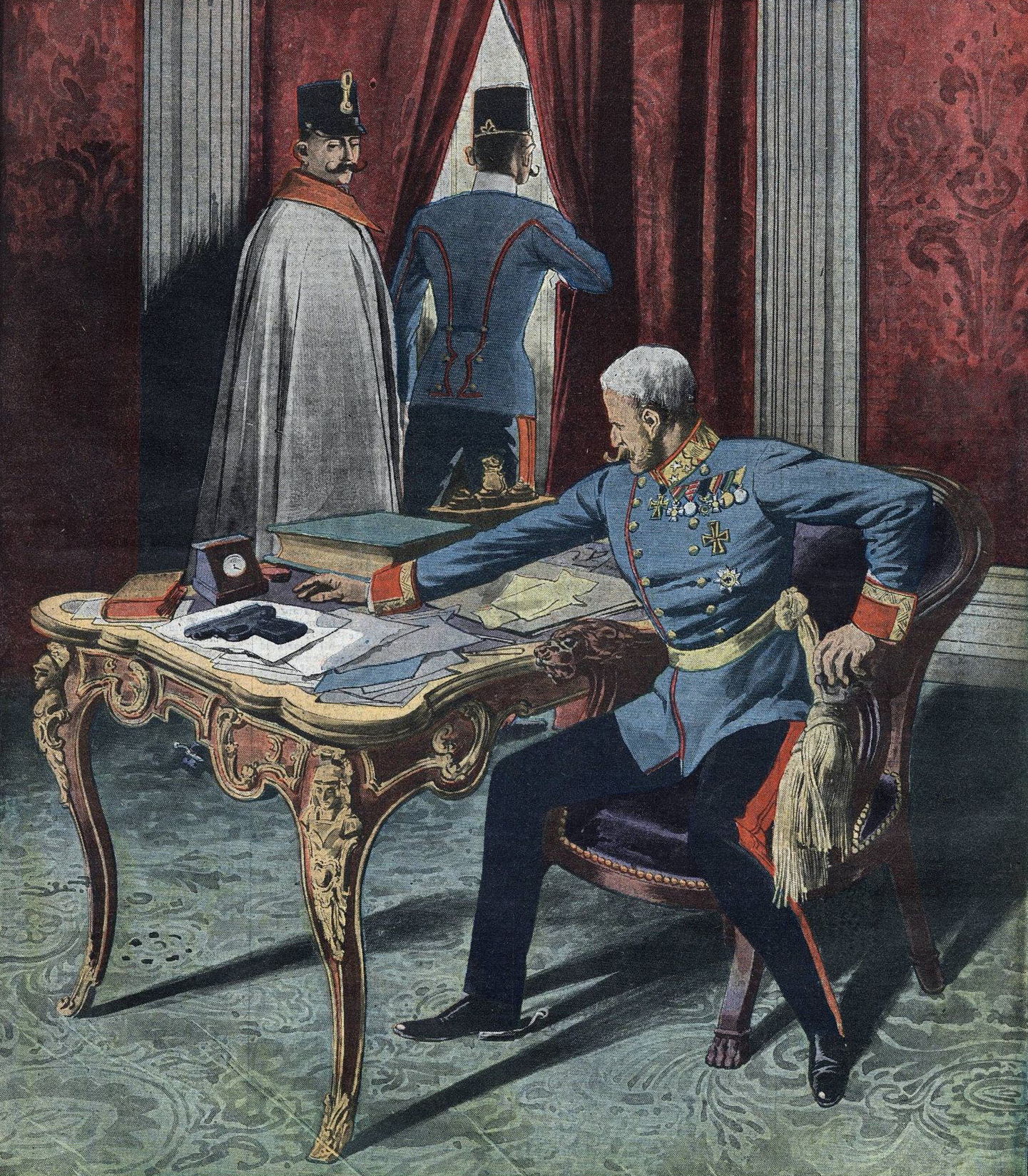
Redls självmord avbildat i den franska morgontidningen Le Petit Journal.

För den i synnerhet bland ungrarna men även i Utrikesdepartementet omstridde chefen för generalstaben, Franz Conrad von Hötzendorf, var det inträffade ett dubbelt slag. Vid sidan av de röjda militärhemligheterna hotade nu en pinsam process, som skulle ha blottlagt generalstabens försummelser när det gällde att välja ut och kontrollera officerare i nyckelpositioner och som skulle ha stärkt framför allt ungrarna. Följden hade kunnat bli att generalstabschefen själv avskedades. Han beordrade därför att det inträffade så långt som möjligt skulle hållas hemligt. En delegation av officerare skulle i tysthet söka upp Redl på hans hotell och råda honom att ta livet av sig. Redl, som anade att han blivit avslöjad, höll redan på att förbereda sitt självmord, när delegationen hittade honom på hotellrummet. Han erkände för sin tidigare medarbetare Ronge att han under åren 1910 och 1911 gått främmande stater till handa i stor omfattning och inte haft några medbrottslingar. Man lät sig nöja med denna korta bekännelse, överlämnade en pistol till Redl och drog sig sedan tillbaka för att ge honom möjlighet att snabbt ända sitt liv. Man väntade tills följande morgon med att konstatera att han var död. Conrad var nöjd och skickade ett telegram till tronföljaren Franz Ferdinand, som var generalinspektör för armén, där han meddelade att Redl hade skjutit sig "av än så länge okänd anledning”. Kejsaren informerades på liknande sätt.

### Avslöjandet
Kommissionen skickades nu omgående till Prag för att undersöka Redls bostad och säkra spår. De anlände dit vid middagstid samma dag som självmordet. Eftersom det var söndag gick det inte att få tag i någon militär hantverkare som kunde öppna dörrar och andra slutna behållare. Man lät därför hämta en civil låssmed, som utförde detta arbete. Låssmeden tillhörde fotbollslaget FC Sturm Prag och missade på grund av uppdraget en viktig match. Han blev därför tillrättavisad av klubbens hedersordförande Egon Erwin Kisch, som var lokalkorrespondent för den tyskspråkiga Pragtidningen Bohemia och sedermera skulle bli känd som ”rasande reporter”. När Kisch fått veta orsaken till frånvaron och alla detaljer, insåg han att lägenhetens innehavare måste vara överste Redl, vars död just hade rapporterats i tidningarna. Av låssmedens uppgifter gick det att sluta sig till att spionage och homosexualitet fanns med i bilden. På grund av censuren kunde Kisch bara publicera denna sensation i form av en dementi. Den publicerades i måndagsnumret av Bohemia. Det stod sålunda att det var ”felaktigt” att Redl hade begått självmord med anledning av spionage för Ryssland och att efterforskningarna avsåg andra oegentligheter:
| ” | Es wäre unrichtig, dass Redl wegen Spionage für Russland Selbstmord begangen habe, man habe nach Verfehlungen ganz anderer Art geforscht. | „ |

Artikeln väckte stor uppmärksamhet. Även kejsaren och tronföljaren fick först på detta sätt veta att det fann tecken på att Redl gjort sig skyldig till allvarliga tjänstefel. En armé av journalister tog sig an fallet. Krigsdepartementet reagerade först tre dagar senare med ett meddelande om att Redl hade tagit livet av sig när man stod i begrepp att överbevisa honom om homosexuella förseelser och landsförräderi.
Departementet förteg även fortsättningsvis att man hade pressat Redl till självmord och därigenom förhindrat att fallet klarades upp. Chefen för Evidenzbureau, Urbanski, uppgav senare att han hade avlämnat en skoningslös rapport men att tronföljarens militärkansli hade bagatelliserat den.
Det österrikiska kontraspionaget upptäckte vid sin undersökning av fallet, att det hade gjorts insättningar i påfallande snabb följd på Redls bankkonto i Neue Wiener Sparkasse sedan början av 1907, och att inbetalningarna under tiden från 1903 till 1913 uppgick till totalt 116 700 österrikiska kronor. Tidsrymden och storleken på insättningarna tydde på att förräderiet hade pågått under en längre tid och haft större betydelse än vad Redl hade avslöjat natten före sin död. Redls död innebar emellertid att ett närmare klargörande nu var omöjligt.

## Filmer
Alfred Redl har skildrats i ett antal filmer. Han har spelats av 
- Robert Valberg i filmerna Oberst Redl (1925) och Die Brandstifter Europas (1926),
- Emil Artur Longen i Aféra plukovníka Rédla (1931),
- Theodor Loos i Der Fall des Generalstabs-Oberst Redl (1931),
- Ewald Balser i Spionage (1955),
- Erich Auer i Postlagernd Opernball - Die Affäre Redl (1967),
- Pierre Vaneck i Un bon patriote (1974) och
- Klaus Maria Brandauer i István Szabós film Överste Redl (1985).